# Comuna Dorna-Arini, Suceava
Dorna-Arini este o comună în județul Suceava, Moldova, România, formată din satele Cozănești (reședința), Dorna-Arini, Gheorghițeni, Ortoaia, Rusca și Sunători.
Până în 1925, comuna Dorna Arini (cu excepția fostei comune Dorna pe Giumalău) a făcut parte din județul Fălticeni.

## Geografie
Suprafață:
14.706 ha (mărime mijlocie în județul Suceava)
Componența comunei Dorna-Arini
Comuna Dorna-Arini are în componeța ei următoarele sate: Dorna-Arini, Cozănești, Gheorghițeni, Ortoaia, Rusca, Sunători
Pe lângă aceste sate, pe teritoriul comunei Dorna-Arini au existat în trecut diferite cătune, care au fost încadrate în satele componente ale comunei, deși denumirile s-au păstrat pentru desemnarea diferitor părți ale satelor respective. Dintre acestea fac parte: Buliceni, Gura Negrii, Arinul sau Valea Arinului, Bada, Gogoșeni sau Gugoșeni, Joseni, Morărești, Călinești, Colacul, Zugreni
- Cătunul Buliceni era situat pe malul stâng al Bistriței, în dreptul satului Dorna, fiind astăzi înglobat în satul Gheorghițeni.
- Cătunul Gura Negrii era situat în partea de vest a satului Dorna, fiind azi înglobat în satul Dorna-Arini.
- Cătunul Arinul, Arini, Gura Arinului sau Valea Arinului era situat în partea de est a satului Dorna, fiind astăzi înglobat în acesta.
- Cătunul Bada era situat în partea de SE a satului Cozănești, fiind astăzi înglobat înacesta. .
- Cătunul Gogoșeni sau Gugoșeni este astăzi înglobat în satul Cozănești.
- Cătunul Joseni era situat la nord de satul Ortoaia, fiind în prezent înglobat în acesta.
- Cătunul Morărești situat la est de satul Sunători, este astăzi înglobat în satul Sunători.
- Cătunul Călinești situat la est de cătunul Morărești este astăzi înglobat în satul Sunători.
- Cătunul Colacul situat la est de cătunul Călinești este astăzi înglobat în satul Sunători.
- Cătunul Zugreni era situat la limita comunei cu comuna Crucea, fiind în prezent înglobat în satul Sunători.

Limite:
- orașul Vatra Dornei (Vest)
- comuna Pojorâta (Nord și Nord-Vest)
- orașul Câmpulung Moldovenesc (Nord-Est)
- comuna Crucea (Est)
- orașul Broșteni (Sud)
- comuna Șaru Dornei (Sud-Vest)

Relief:
Altitudinea medie:1100 m
- min. 750 m (albia râului Bistrița)
- max. 1.850 m (Vf. Giumalău)

Comuna Dorna-Arini se situează la marginea de S-E a depresiunii Dornelor, în zona de contact dintre Munții Bistriței (Masivul Pietrosul) și Munții Rarău (Masivul Giumalău). Localitatea este traversată de râul Bistrița, care o desparte în doua sectoare asimetrice: cel drept (al Masivului Pietrosul) domol, cu terase etajate și muscele prelungi de o înăltime redusă (900 – 1200 m) iar cel stâng (al Masivului Giumalău) abrupt și fără terase. Dacă în partea de SV a comunei energia reliefului este domoală, înaintând spre E-NE, valea se îngustează considerabil, devine abruptă, formând chei (Cheile Zugrenilor).
Rețeaua hidrografică:
Comuna este traversată de la SV la NE de râul Bistrița care primește aici afluenți cu debite bogate cum sunt Râul Neagra Șarului, Pârâul Arinului, Râul Ortoaia, Râul Rusca I și Râul Rusca II, Râul Osoi, Râul Sunători, Râul Zugreni, Râul Buliceni, Râul Călinești, Râul Arsăneasca, Râul Bolătău, Râul Georghițeni și Râul Colbu.
Clima:
Clima localității este temperat montană cu două topoclimate distincte:
- montan, caracterizat de o intensificare a precipitațiilor, a vântului și o scădere a temperaturii direct proportională cu creșterea altitudinii
- depresionar, caracterizat prin brize dela munte spre vale, temperaturi moderate în timpul iernii, raritatea vânturilor și a viscolului

Temperatura medie anuală în depresiune este de 4,5 °C iar pe culme 2 °C. Luna cu cea mai cu cea mai ridicată temperatură este iulie, iar cea mai scazută ianuarie. Umiditatea aerului este de aproximativ 83%, iar precipitațiile ating valoarea medie anuală de 635,3 mm. în depresiune și 926 mm. pe culme.

## Demografie
Componența etnică a comunei Dorna-Arini
     Români (91,3%)
     Alte etnii (8,7%)
Componența confesională a comunei Dorna-Arini
     Ortodocși (88,4%)
     Adventiști (1,24%)
     Alte religii (1,24%)
     Necunoscută (9,12%)
Conform recensământului efectuat în 2021, populația comunei Dorna-Arini se ridică la 2.828 de locuitori, în scădere față de recensământul anterior din 2011, când fuseseră înregistrați 2.841 de locuitori. Majoritatea locuitorilor sunt români (91,3%). Din punct de vedere confesional, majoritatea locuitorilor sunt ortodocși (88,4%), cu o minoritate de adventiști (1,24%), iar pentru 9,12% nu se cunoaște apartenența confesională.

## Politică și administrație
Comuna Dorna-Arini este administrată de un primar și un consiliu local compus din 11 consilieri. Primarul, Andrei Ștefăniță Mazăre[*], de la Partidul Național Liberal, este în funcție din octombrie 2020. Începând cu alegerile locale din 2024, consiliul local are următoarea componență pe partide politice:
|  | Partid                    | Consilieri | Componența Consiliului | Componența Consiliului | Componența Consiliului | Componența Consiliului | Componența Consiliului | Componența Consiliului | Componența Consiliului | Componența Consiliului | Componența Consiliului |
|  | ------------------------- | ---------- | ---------------------- | ---------------------- | ---------------------- | ---------------------- | ---------------------- | ---------------------- | ---------------------- | ---------------------- | ---------------------- |
|  | Partidul Național Liberal | 9          |                        |                        |                        |                        |                        |                        |                        |                        |                        |
|  | Partidul Social Democrat  | 2          |                        |                        |                        |                        |                        |                        |                        |                        |                        |

## Istoric
Denumirea inițiala a comunei era de Dorna, iar odată cu noua împartire administrativă din 1968 a fost schimbat în cea de Dorna-Arini.
Teritoriu actualei comune a făcut parte, în vremuri străvechi din Ocolul Câmpulungului. Acest teritoriu nu era supus boierimii și bucura de privilegii garantate de domnie. Statutul special al zonei, precum prosperitatea asigurata de resursele naturale deosebite, a atras emigranti români din zona Ardealului.
În 1774, odată cu ocuparea nord-vestului Moldovei, denumit "Bucovina" de către Imperiul Habsburgic, granița se stabilește pe râul Bistrița, chiar pe teritoriul actualei comune, partea de nord aflându-se în Imperiul Habsburgic, iar cea sudică (75%) în Moldova, situație care va dura 144 de ani, pâna după Primul Război Mondial. Partea comunei Dorna-Arini care face parte din Bucovina se numea Dorna pe Giumalău (în germană Dorna pe Dzumaleu).

## Cultura

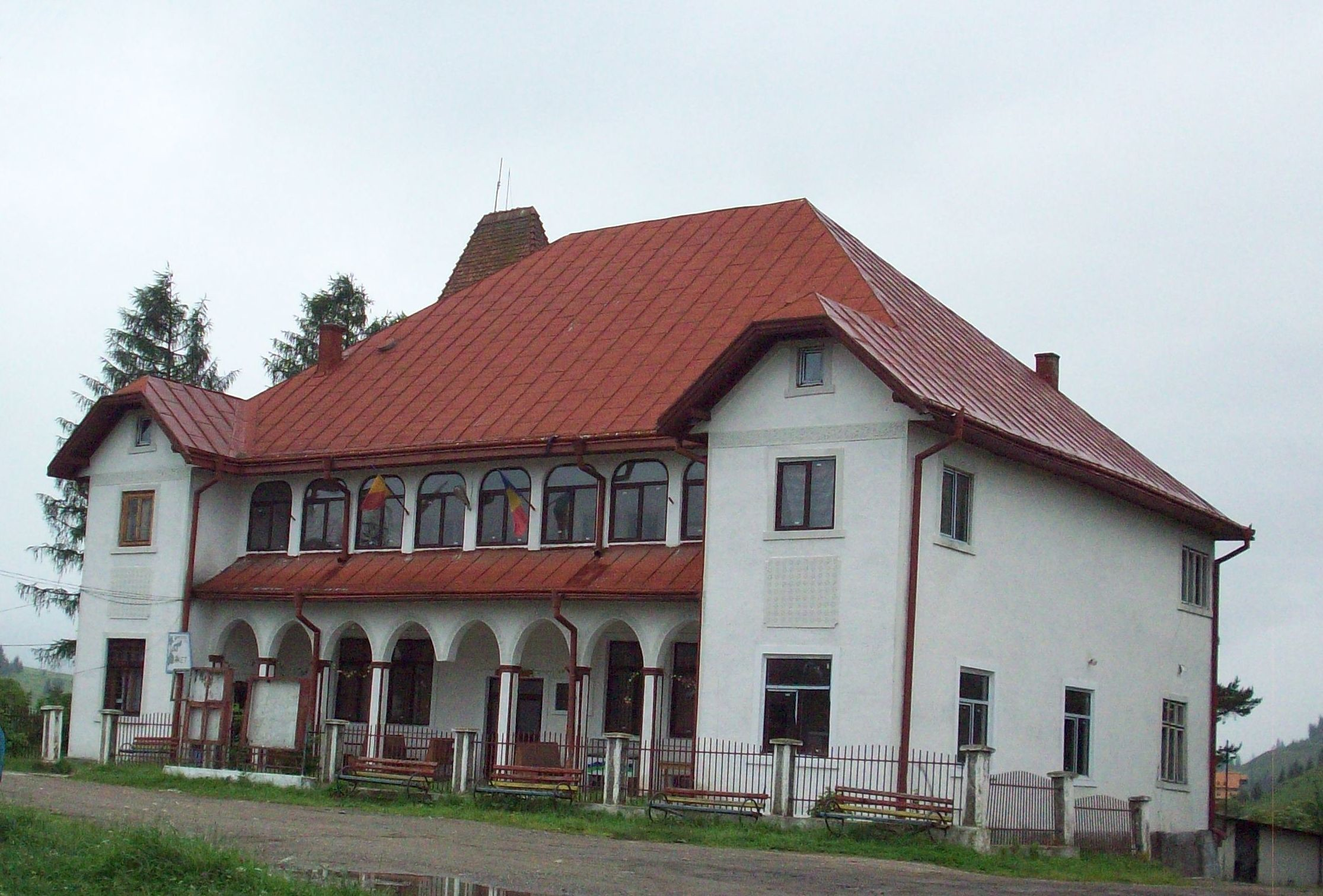
Căminul Cultural „Savin Alexievici”

### Căminul cultural
Căminul cultural "Savin Alexievici" este situat la intrarea în satul Cozănești, în centrul reședinței de comună.

### Festivaluri
Festivalul folcloric "Cântecul Cetinii" este o manifestare culturală locală, care se desfășoară anual în ultima duminică a lunii august.